# Paix d'Ensisheim

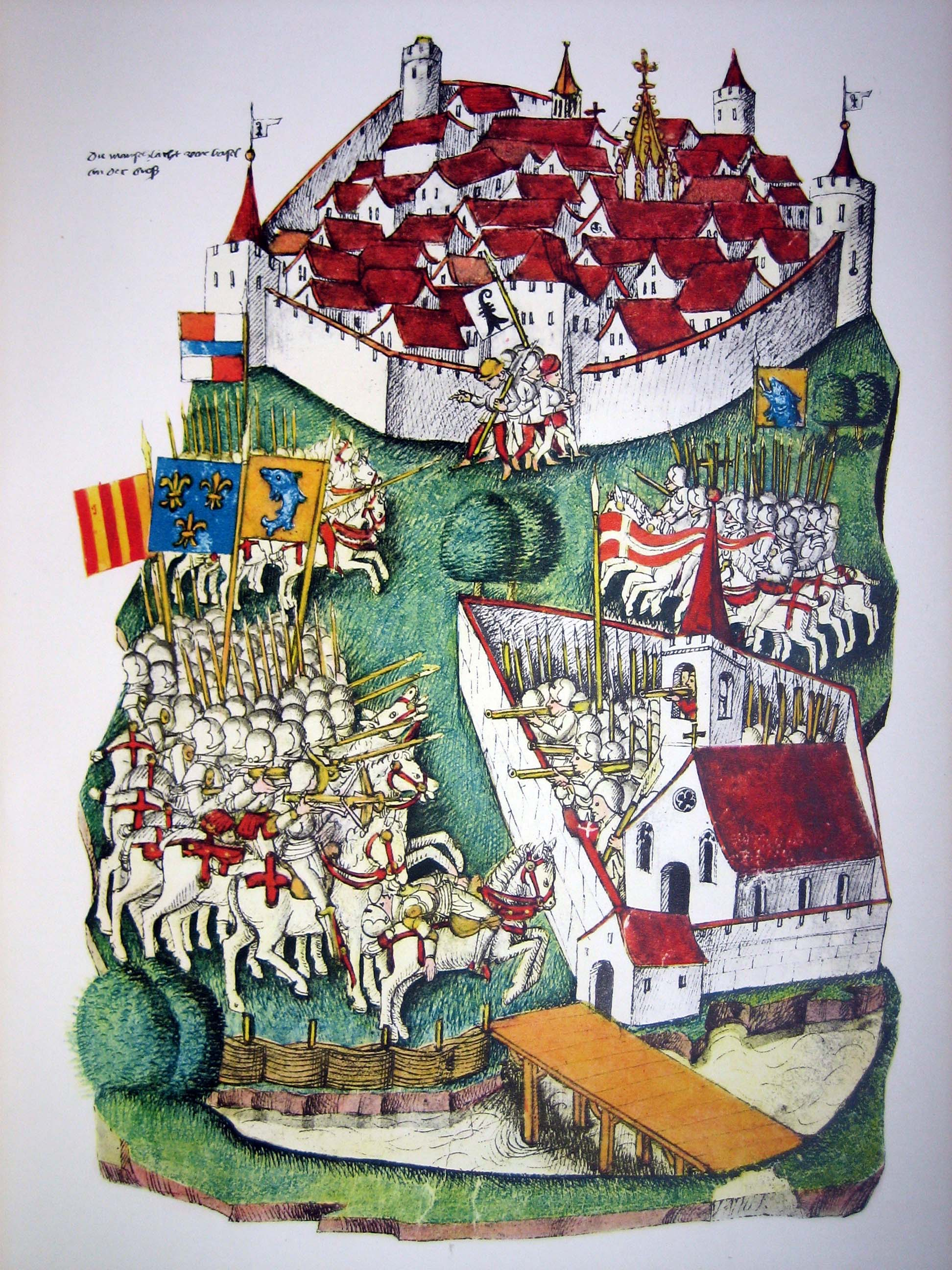
Bataille de la Birse

La paix d'Ensisheim est un traité de paix signé entre la Confédération des VIII cantons et la France après la bataille de la Birse. Elle a été signée le 28 octobre 1444 à Ensisheim, près de Bâle.

## Contexte
La bataille de la Birse se déroule le 26 août 1444 et oppose les écorcheurs français aux suisses. Cette bataille est un épisode de l’ancienne guerre de Zurich, une guerre civile opposant le canton de Zurich et les 7 autres cantons suisses : Uri, Schwytz, Nidwald, Obwald, Glaris, Zoug et Berne.
À la suite de ces tensions, l'Empereur du Saint-Empire Romain Germanique, Frédéric III, demande à Charles VII de France de défendre le Zurich à sa place. La France, ayant fait une paix de 21 mois avec l’Angleterre dans la guerre de Cent Ans, a beaucoup de soldats au chômage qu'elle va employer en Suisse à cette occasion. Charles VII envoie à sa place son fils, Louis le Dauphin de Viennois. Leur but est d’assurer leur suzeraineté sur les villes alsaciennes et suisses. Les Suisses, qui ne sont que 1 300 contre 15 000 écorcheurs au début de la bataille, sont vaincus. Grâce à leur courage et leur volonté de protéger leurs terres, ils gagnent le respect du Dauphin.

## Traité
Le Dauphin de France décide de jouer avec une politique d’alliance, favorisant la paix. Il décide d’arrêter les hostilités et conclu un traité entre la France et les Confédérés. Ce traité contient quatre points principaux, garantissant cette paix. Celui-ci atteste:
- la sécurité des Suisses en terre de France
- le sauf-conduit aux membres du Concile et aux marchands des deux-côtés
- l’obligation de cesser les hostilités
- la promesse de prêter leurs bons offices pour rétablir la paix entre l’Autriche, Zurich et les Confédérés

Les mercenaires français ne quittent le pays qu’au printemps en 1445.

## Conséquences
Finalement, les Suisses gardent leur terre de Saint-Jacques, qui est plus importante symboliquement que politiquement. De plus, ce traité établi la Paix d’Ensisheim, la fin de la tension entre Zurich et la Confédération. Cette bataille améliore la réputation de la Suisse en Europe, qui a en effet réussi à faire face à la France avec 10 fois moins d’hommes.

## Sources
- Peter Dürrenmatt, Histoire illustrée de la Suisse, Payot, 1958 [détail des éditions], p. 162-163
- Johannes Dierauer, L’histoire de la Confédération suisse, vol. Tome 2, 1912, p. 117-147